# Ano Internacional da Paz
O Ano Internacional da Paz foi reconhecido em 1986 pela Organização das Nações Unidas. Ele foi proposto pela primeira vez durante a conferência do Conselho Econômico e Social em novembro de 1981, tendo a data associada ao quadragésimo aniversário da criação da ONU.